# Formatie (voetbal)
In het voetbal wordt door de formatie bepaald, hoe de spelers op het veld staan. Er bestaan veel verschillende formaties. Meestal wordt een formatie gekozen, nadat is bepaald of een ploeg wil gaan aanvallen of juist niet. Clubs die de aanval willen kiezen, spelen tegenwoordig vaak in een 3-4-3, 4-3-3 of 4-2-3-1-opstelling. Als een ploeg geen tegendoelpunt wil krijgen, wordt er al snel gekozen voor 5-3-2, 4-5-1 of 4-4-2, maar dan met een verdedigend ingesteld middenveld.
De formaties worden beschreven door het aantal spelers in elke linie. 4-4-2 betekent bijvoorbeeld dat een ploeg speelt met vier verdedigers, vier middenvelders en twee aanvallers. De doelverdediger (keeper) wordt nooit genoemd, omdat dit er altijd één is. Meestal worden hiervoor dus drie getallen gebruikt, maar soms ook vier of zelfs vijf (bijvoorbeeld voor de formaties 4-4-1-1 en 4-1-2-1-2). Pas in de jaren vijftig werd dit systeem van het benoemen van een formatie in gebruik genomen. Op dat moment speelden bijna alle ploegen 4-2-4.
Tijdens een wedstrijd kan de formatie van een ploeg ook veranderd worden. Soms wil de trainer de strategie of instelling van zijn ploeg wijzigen en soms wordt hij ertoe gedwongen, omdat een speler geblesseerd raakt of van het veld wordt gestuurd. Soms worden formaties ook automatisch veranderd als spelers over het hele veld bewegen. Zo speelde Brazilië in de jaren zeventig 4-4-2, maar omdat de backs meegingen in de aanval werd deze formatie in balbezit automatisch veranderd in een soort 2-4-4.
Ook in het amateurvoetbal worden formaties gebruikt, maar hier zijn de instructies vaak minder streng. De spelers zijn minder goed dan de profs en het belang van de wedstrijden is ook minder groot.

## Het begin
In de 19e eeuw werd er ook al voetbal gespeeld. Er werd bijna niet aan verdedigen gedacht en dit was ook terug te zien in de extreem aanvallende formaties.
In de allereerste interland ooit, Engeland-Schotland op 30 november 1872, speelde Engeland soms met wel acht aanvallers (1-1-8). Een speler bleef achterin hangen om alle vrije ballen op te pikken en één of twee andere spelers stonden op het middenveld om de bal zo snel mogelijk naar voren te spelen. Ook aan andere tactische aspecten werd weinig aandacht besteed en de meeste spelers stonden dan ook bekend om het dribbelen. Als een speler aan de bal was, dribbelde hij net zo lang door tot hij niet meer verder kon. Dan schoot hij de bal naar voren, zodat iedereen erachteraan kon rennen. Schotland verraste hun tegenstander echter, door de bal soms over te spelen naar een medespeler. De Schotse spelers waren verdeeld in paren en elke speler probeerde de bal naar zijn partner te passen. Vreemd genoeg eindigde deze wedstrijd, met zoveel aanvallend spel, in een 0-0 gelijkspel.

## Klassieke formaties

### 2-3-5 (de piramide)
De eerste formatie, waar voor langere tijd door veel ploegen mee gespeeld werd, werd bedacht in 1880. In de jaren 1890 werd 'de piramide' in heel Groot-Brittannië gebruikt en later werd het over de rest van de wereld verspreid. Tot aan de jaren veertig van de volgende eeuw werd deze formatie gebruikt tijdens het grootste gedeelte van de wedstrijden. Soms werden er variaties gebruikt, maar meestal leek het wel op deze formatie.
Met de piramideformatie werd voor het eerst een balans gevonden tussen aanvallen en verdedigen. Bij balverlies werden de buitenste aanvallers gedekt door de twee verdedigers, die fullbacks werden genoemd. De overige drie aanvallers werden verdedigd door de middenvelders (halfbacks).
Teams die deze formatie gebruikten:
- Uruguay, tijdens het WK 1930. Opstelling: Ballestero; Nasazzi, Mascheroni; Andrade, Fernández, Gestido; Dorado, Scarone, Castro, Cea, Iriarte. Coach: Alberto Suppici.
- Argentinië, tijdens het WK 1930. Opstelling: Botasso; Della Torre, Paternoster; J. Evaristo, Monti, Arico Suárez; Peucelle, Varallo, Stábile, Ferreira, M. Evaristo. Coach: Juan José Tramutola.

### WM-formatie

WM formatie

Tijdens de jaren twintig ontwikkelde Herbert Chapman, coach van Arsenal een nieuw systeem. Er werd een extra verdediger tussen de fullbacks geplaatst en daarvoor stonden twee middenvelders, twee binnenspelers, twee buitenspelers en een spits. Doordat er twee rijen van drie stonden, met daartussenin twee rijen van twee, werd dit systeem de WM-formatie genoemd. De linies vormden namelijk een W en een M onder elkaar. Het WM-systeem werd door kanunnik Francis Dessain, een groot fanaat van het Engelse voetbal, in België geïntroduceerd bij het toenmalige FC Malinois (het huidige KV Mechelen), waar hij voorzitter was. De tegenstrevers konden dit ongeziene systeem in de lage landen niet smaken, en deden er alles aan om het te kraken. Het bleek echter wel een succesformule, want onder dit systeem speelde KV Mechelen wel drie maal landskampioen.
Later werd dit systeem door de Hongaarse coach Márton Bukovi veranderd in een WW-formatie. Hij vond dat hij geen goede spits in zijn selectie had en voegde een extra middenvelder toe als spelmaker. Dit systeem wordt ook weleens de voorloper van 4-2-4 genoemd en werd zeer succesvol gebruikt door Gusztáv Sebes in de jaren vijftig, toen hij met de Magische Magyaren in vier jaar tijd maar één wedstrijd verloor.

### 3-3-4
De 3-3-4-formatie leek sterk op de WW-formatie, er werd alleen een extra spits toegevoegd. Dit systeem werd bijvoorbeeld succesvol gebruikt door Tottenham Hotspur. In het seizoen 2005/06 werd deze formatie ook nog gebruikt door FC Porto. Coach Co Adriaanse koos voor deze tactiek en won er het landskampioenschap mee.

### 4-2-4
Met de 4-2-4-formatie werd geprobeerd nog meer balans te krijgen tussen aanval en verdediging. Verschillende mensen kunnen worden aangewezen als bedenkers van het systeem. De basis werd bedacht door Márton Bukovi, met zijn WW-systeem, en later werd het systeem verder uitgewerkt door Flávio Costa en Béla Guttmann.
De 4-2-4-formatie werd geperfectioneerd in Brazilië. Eerst in club verband door Palmeiras en Santos en later door het nationale team. Na het succes van de nationale ploeg op het WK 1970 werd de formatie door veel andere ploegen overgenomen.

## Moderne formaties

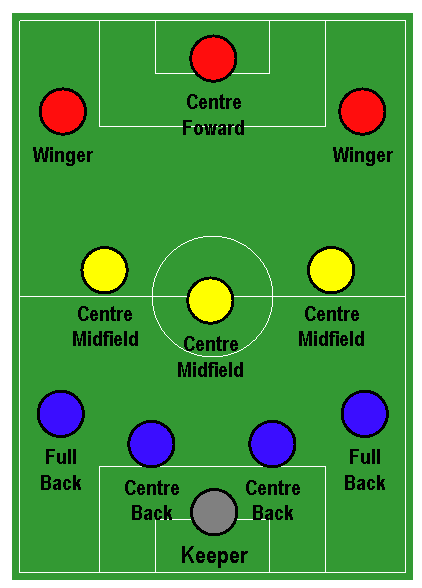
4-3-3

3-4-3

4-4-2

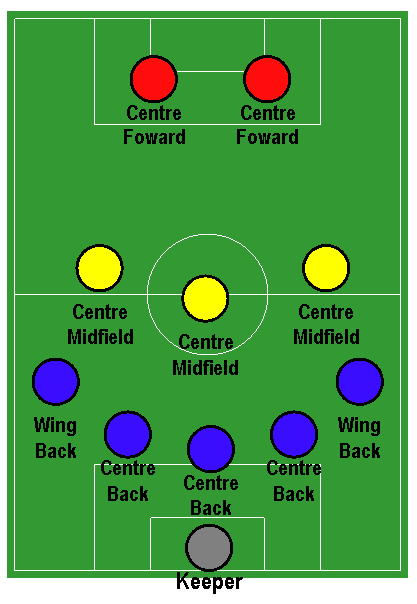
5-3-2

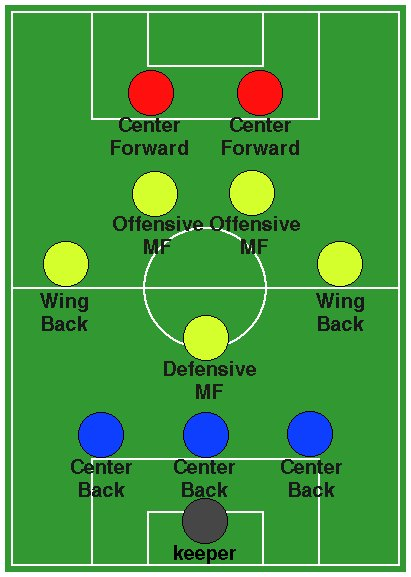
3-5-2 Aanvallende variant.

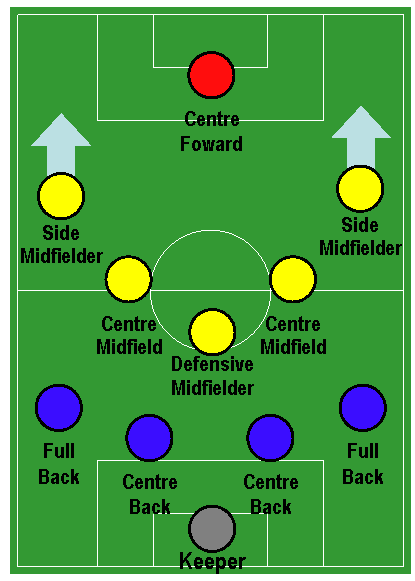
4-5-1

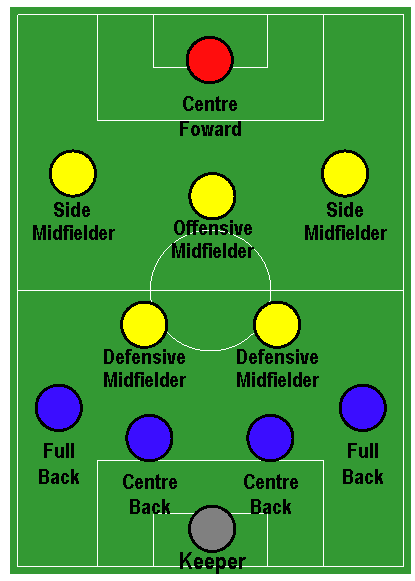
4-2-3-1

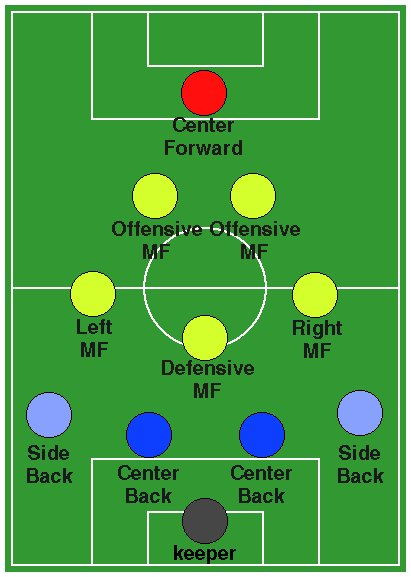
4-3-2-1 (kerstboomopstelling)

### 4-3-3
Het 4-3-3-systeem lijkt op andere systemen. Het is een ontwikkeling van het 4-2-4-systeem en een aanvallende variant van 4-5-1. De extra middenvelder zorgt voor meer defensieve zekerheid, maar ook voor een makkelijkere opbouw. De drie middenvelders spelen meestal dicht op elkaar, om verdedigen makkelijker te maken, maar ook om ruimte te maken voor opkomende backs.
Op het middenveld moet een keuze gemaakt worden tussen aanval en verdediging. Sommige teams spelen met twee verdedigende en één aanvallende middenvelder anderen doen het andersom. De 4-3-3-formatie, afkomstig uit Zuid-Amerika, werd in de jaren 70 ook populair in Europa. In Nederland voerden voetbaltrainers Rinus Michels van Ajax en Ernst Happel van Feyenoord het 4-3-3-systeem rond dezelfde tijd met veel succes in.
Teams die deze formatie gebruikten:
- Griekenland, tijdens hun overwinning op het EK 2004.
- Brazilië, tijdens het WK 1962.
- Feyenoord, tijdens het seizoen 1969/70, waarin ze de Europacup I wonnen.
- Juventus, tijdens de jaren negentig, o.a. Serie A en UEFA Champions League gewonnen.
- Ajax, sinds de komst van trainer Frank de Boer in december 2010, o.a. vier keer achtereenvolgens de Eredivisie gewonnen.

### 3-4-3
3-4-3 Wordt gezien als een riskante formatie, omdat de tegenstander meestal makkelijk scoort zodra ze door het middenveld heen gebroken zijn. Er staan maar drie verdedigers en zo is het al snel drie tegen drie of zelfs vier tegen drie in het voordeel van de tegenstander. Als de formatie echter goed wordt gebruikt en met de juiste spelers gespeeld wordt, kan 3-4-3 leiden tot zeer aantrekkelijk en succesvol voetbal. Johan Cruijff liet dit bijvoorbeeld zien met zijn Dream Team bij FC Barcelona in 1992. Een paar jaar later won Ajax de Champions League in dit systeem met Louis van Gaal als coach.
Op het Wereldkampioenschap voetbal 2018 behaalde het Belgisch elftal de bronzen medaille in deze formatie.
Opstelling: Thibaut Courtois; Jan Vertonghen, Vincent Kompany, Toby Alderweireld; Yannick Carrasco, Axel Witsel, Kevin De Bruyne, Thomas Meunier; Eden Hazard, Romelu Lukaku, Dries Mertens. Coach: Roberto Martínez

### 4-4-2
De formatie is zo bekend dat er in Engeland zelfs een tijdschrift naar is genoemd: FourFourTwo. Meestal speelt een van de centrale middenvelders aanvallend om de spitsen te ondersteunen en de andere centrale middenvelder speelt dan verdedigend. De buitenste middenvelders moeten zowel aanvallen als verdedigen.
De 4-4-2 met een ruit, of 4-1-2-1-2 is een variatie op het 4-4-2-systeem. Er wordt dan met een ruit op het middenveld gespeeld, waardoor het verschil tussen de aanvallende en verdedigende middenvelder nog duidelijker is.
Een andere variatie is 4-4-1-1. Er wordt dan met een tweede spits gespeeld, die de ballen op het middenveld gaat halen. Deze tweede spits is vaak een creatievere speler dan de diepste spits, die meestal een afmaker is.
Teams die deze formatie gebruikten:
- Brazilië in 1994. Opstelling: Taffarel; Jorginho, Aldair, Márcio Santos, Leonardo; Mauro Silva, Dunga, Mazinho, Zinho; Bebeto, Romário. Coach: Carlos Alberto Parreira.
- Manchester United in 1998/99. Opstelling: Peter Schmeichel; Gary Neville, Jaap Stam, Ronnie Johnsen, Denis Irwin; David Beckham, Paul Scholes, Roy Keane, Ryan Giggs; Andrew Cole, Dwight Yorke. Coach: Sir Alex Ferguson.
- Real Madrid in het seizoen 2007/08. Opstelling: Iker Casillas; Sergio Ramos, Fabio Cannavaro, Pepe, Gabriel Heinze/Marcelo; Wesley Sneijder, Guti/Júlio Baptista, Mahamadou Diarra, Robinho/Arjen Robben; Raúl, Ruud van Nistelrooy. Coach: Bernd Schuster.

### 5-3-2
Bij dit systeem wordt er gespeeld met drie centrale verdedigers, waarvan er meestal één als libero speelt. In dit systeem zijn de backs belangrijk, omdat er veel gelegenheid is voor hen om mee te gaan in de aanval.
Soms wordt 5-3-2 ook gespeeld met een inschuivende libero. De laatste speler schuift dan bij balbezit door en sluit aan bij het middenveld.
Teams die deze formatie gebruikten:
- Duitsland in 1990. Opstelling: Illgner; Kohler, Berthold, Augenthaler, Buchwald, Brehme; Matthäus, Häßler, Littbarski; Klinsmann, Völler. Coach: Franz Beckenbauer.
- Nederland in 2014. Opstelling: Cillessen; Janmaat, De Vrij, Vlaar, Martins Indi, Blind; De Jong, Sneijder, Wijnaldum; Van Persie, Robben. Coach: Louis van Gaal

### 3-5-2
Dit systeem werkt hetzelfde als 5-3-2, maar de backs worden middenvelders en denken aanvallender. Meestal speelt de meest centrale middenvelder dan iets verdedigender, om counteraanvallen van de tegenstander te voorkomen. Soms wordt het ook omgekeerd en spelen er twee centrale middenvelders verdedigend, terwijl de meest centrale middenvelder juist aanvallender ingesteld is.
Teams die deze formatie gebruikten:
- Brazilië in 2002. Opstelling: Marcos; Roque Júnior, Edmílson, Lúcio; Gilberto Silva, Kléberson, Cafu, Roberto Carlos, Ronaldinho; Rivaldo, Ronaldo. Coach: Felipão.

### 4-5-1
In principe is 4-5-1 een verdedigende formatie, maar als de buitenste middenvelders aanvallend ingesteld zijn, kan het bij balbezit op een 4-3-3-systeem gaan lijken. Deze formatie wordt vaak gebruikt om 0-0 te spelen of om een voorsprong vast te houden.
Teams die deze formatie gebruikten:
- Liverpool FC in 2005. Opstelling: Jerzy Dudek; Steve Finnan, Sami Hyypiä, Jamie Carragher, Djimi Traoré; Luis García, Xabi Alonso, Steven Gerrard, John Arne Riise, Harry Kewell; Milan Baroš. Coach: Rafa Benítez.

### 4-2-3-1
Deze formatie wordt de laatste jaren steeds vaker gebruikt, onder andere door het Nederlands elftal. 4-2-3-1 is ideaal om toe te slaan in de counter. Bij balverlies staan er vier verdedigers en twee verdedigende middenvelder en bij balbezit schakelen de backs om naar de aanval en worden de drie aanvallende middenvelders gebruikt om de spits te bereiken, via een voorzet of steekpass. Vaak is de spits groot en sterk aan de bal, zodat hij de bal vast kan houden, totdat anderen hem komen ondersteunen. Soms wordt een van de twee verdedigende middenvelders ingeruild voor een creatieve speler, waardoor het baltempo omhoog kan, om wat meer controle op de aanval te krijgen, en waardoor er dus meer kansen gecreëerd kunnen worden.
Teams die deze formatie gebruikten:
- Real Madrid in 2006/07. Opstelling: Iker Casillas; Míchel Salgado/Sergio Ramos, Fabio Cannavaro, Iván Helguera, Roberto Carlos/Miguel Torres; Emerson/Gago, Mahamadou Diarra; Reyes/David Beckham, Raúl/Guti, Robinho; Ruud van Nistelrooy. Coach: Fabio Capello.
- Nederlands elftal in 2008. Opstelling: Edwin Van der Sar; Khalid Boulahrouz, André Ooijer, Joris Mathijsen, Giovanni Van Bronckhorst; Orlando Engelaar, Nigel de Jong; Dirk Kuijt, Rafael Van der Vaart, Wesley Sneijder; Ruud van Nistelrooy. Coach: Marco van Basten.
- Nederlands elftal in 2010 en 2012. Opstelling: Maarten Stekelenburg; Gregory van der Wiel, John Heitinga, Joris Mathijsen, Giovanni van Bronckhorst; Mark van Bommel, Nigel de Jong; Arjen Robben, Wesley Sneijder, Dirk Kuijt/Eljero Elia; Robin van Persie. Coach: Bert van Marwijk. Dit team behaalde met deze formatie de finale van het WK 2010 in Zuid-Afrika.
- Duitsland in 2008. Opstelling: Jens Lehmann; Arne Friedrich, Per Mertesacker, Christoph Metzelder, Philipp Lahm; Torsten Frings/Simon Rolfes, Thomas Hitzlsperger; Bastian Schweinsteiger, Michael Ballack, Lukas Podolski; Miroslav Klose. Coach: Joachim Löw.
- Borussia Dortmund in 2012. Opstelling: Weidenfeller; Piszczek, Hummels, Subotic, Schmelzer; Gündogan, Bender; Reus, Götze, Blaszczykowski; Lewandowksi.
- FC Bayern München in 2013. Opstelling: Neuer; Lahm, Dante, Boateng, Alaba; Schweinsteiger, Martinez; Ribéry, Müller, Robben; Mandzukic. Met deze opstelling won Bayern München de Champions League 2012/2013.

### 4-3-2-1 (kerstboomopstelling)
Bij deze formatie wordt er gespeeld met vijf middenvelders. Twee ervan sluiten vaak aan bij de enige spits en de rest richt zich meer op verdedigen. Co Adriaanse was de eerste coach die deze formatie gebruikte in de jaren tachtig bij ADO Den Haag.
Teams die deze formatie gebruikten:
- AC Milan in het seizoen 2006/07. Opstelling: Dida; Massimo Oddo, Alessandro Nesta, Paolo Maldini, Marek Jankulovski; Gennaro Gattuso, Andrea Pirlo, Massimo Ambrosini; Kaká, Clarence Seedorf; Alberto Gilardino/Filippo Inzaghi. Coach: Carlo Ancelotti.
- Frankrijk in 1998. Opstelling: Fabien Barthez; Bixente Lizarazu, Laurent Blanc, Marcel Desailly, Lilian Thuram; Emmanuel Petit, Didier Deschamps, Christian Karembeu; Youri Djorkaeff, Zinedine Zidane; Stephane Guivarc'h. Coach: Aimé Jacquet.